# 常楽寺 (上田市)
常楽寺（じょうらくじ）は長野県上田市別所温泉に存在する天台宗の寺院で、同宗の別格本山である。本尊は妙観察智如来。山号は金剛山。北向観音の本坊にあたる。

## 概要
寺伝によれば、平安時代初期の天長2年（825年）、「七久里の里」と呼ばれていた別所温泉に観音菩薩が出現し、その霊地に菩薩を安置するため、円仁（慈覚大師）が開創したとされる。
塩田流北条氏により鎌倉仏教や禅宗文化が栄えたことで塩田荘は「信州の学海」と呼ばれるようになり、当寺はその中核を担った。また安楽寺、長楽寺（廃寺）とともに「三楽寺」と並称され、安楽寺の開祖樵谷惟仙は16歳まで当寺で天台宗の修行をした。また金沢文庫によると、称名寺の僧が正応5年（1292年）に当寺で「十不二門心解」という経を書写した記録がある。享徳元年（1452年）には「天祐」なる僧が「如法経」を書写し、「信濃国霊験の奇は常楽寺を以て無双となす」と記すなど、中世信州で随一の学問寺として栄えた。
元和7年（1694年）には長楽寺が廃絶されると、北向観音を当寺の伽藍の一部として所有・管理するに至った。

## 常楽寺美術館
境内にある美術館で、寺にゆかりのある美術品を保護・収蔵するため1970年10月10日に開館した。初代館長は半田孝淳。

### 主な収蔵品
特に有名なのもとしては、徳川家康が慶長7年（1612年）に書写した「南無阿弥陀仏」の書、観応3年（1352年）9月15日銘の足利尊氏版本願経（安房国大山寺旧蔵）、葛飾北斎の「劉備檀渓渡河図」、室町時代の阿弥陀如来像、宋の観音菩薩像、住職の半田孝海が蒐集した白鳳時代から鎌倉時代までの古瓦のコレクション約500点などが知られている。
その他、棟方志功の版画、北原白秋の原稿、北向観音堂に奉納された絵馬などもある。

### 利用情報
- 春（4 - 5月）：午前9時 - 午後4時30分
- 夏（6 - 9月）：午前9時 - 午後5時
- 秋（10 - 11月）：午前9時 - 午後4時30分
- 冬（12 - 3月）：午前9時 - 午後4時
- 休館日：12月25日 - 1月25日

## 文化財
- 常楽寺石造多宝塔（国の重要文化財） - 弘長2年（1262年）の銘あり。
- 常楽寺本堂（上田市指定有形文化財）
- 常楽寺石造多層塔（上田市指定有形文化財）

## アクセス
最寄駅は、上田電鉄別所線の別所温泉駅。

## 周辺寺院
常楽寺のある塩田平周辺は「信州の鎌倉」とも呼ばれ、かつて塩田北条氏の拠点として栄えたことから、鎌倉時代から室町時代にかけての中世の文化財が多く集まる。
- 安楽寺 （国宝）八角三重の塔 他
- 大法寺 （国宝）三重の塔 他
- 前山寺 （重文）三重の塔
- 龍王山延命院中禪寺 （重文）薬師堂 他
- 信濃国分寺 （重文）三重の塔
- 寶珠山龍光院